# Herbert Schediwy

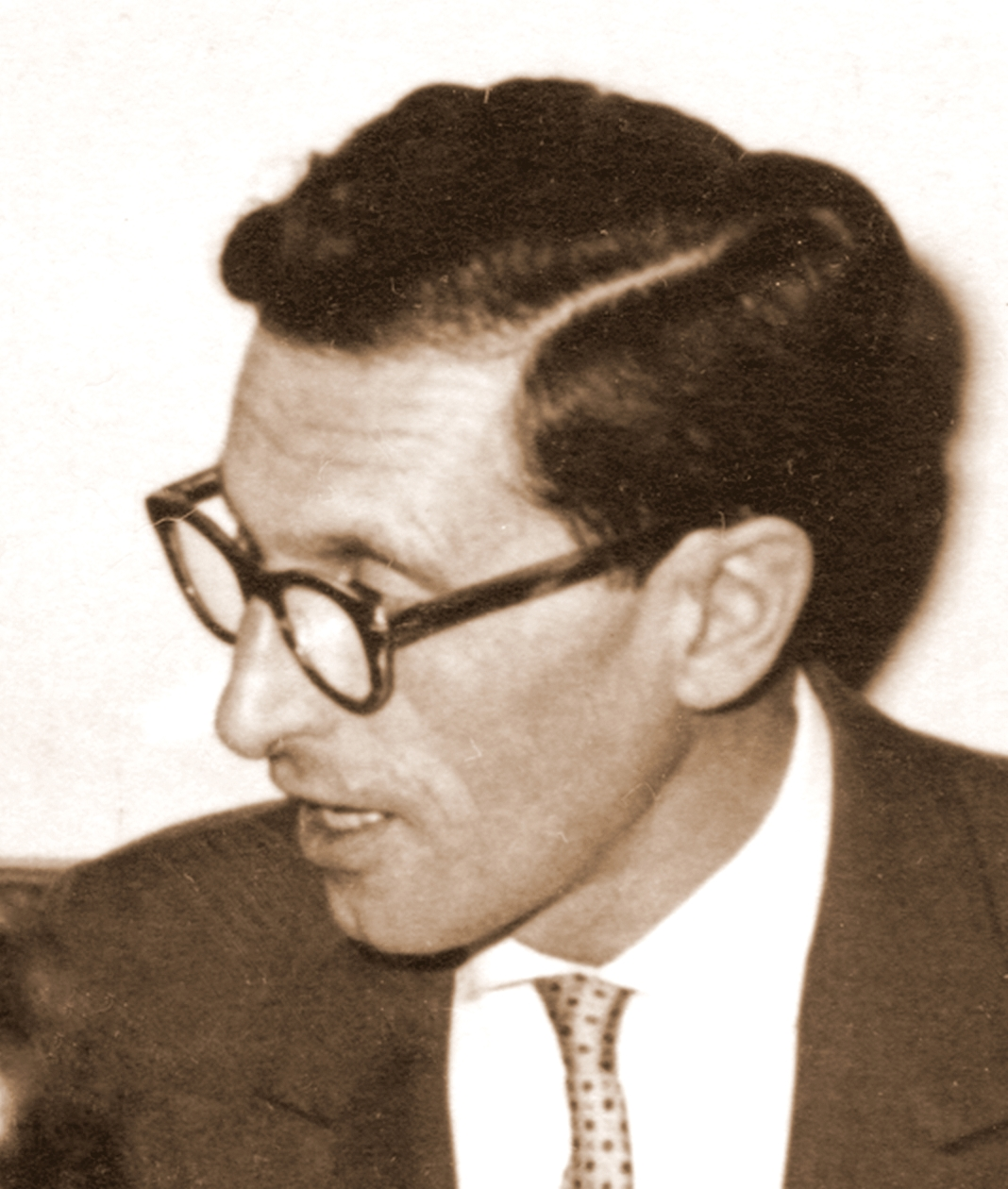
Herbert Schediwy, 1959

Herbert Schediwy (* 10. August 1915 in Prag, Österreich-Ungarn; † 21. März 1986 in Rahden) war ein deutscher Politiker (CDU) und Abgeordneter des Thüringer Landtags.

## Leben und Wirken
Herbert Schediwy wurde 1915 als Sohn eines in Prag stationierten k. u. k. Polizeidirektors geboren, besuchte von 1921 bis 1926 die fünfklassige Volksschule in Lobositz und von 1926 bis 1934 das Humanistische Gymnasium in Leitmeritz. Danach studierte er Kunstgeschichte und Jura an der Deutschen Karls-Universität in Prag, an der er sein Studium mit der dritten Staatsprüfung abschloss und am 27. Juni 1940 zum Doktor der Rechtswissenschaften promoviert wurde. Während seiner Studentenzeit sympathisierte er mit dem Anliegen der Sudetendeutschen, die Tschechoslowakei möge ihrem Versprechen nachkommen, ihren Staat „wie eine zweite Schweiz“ aufzubauen, in dem allen Volksgruppen eine weitreichende Autonomie zugestanden werden solle.
Von 1940 bis 1945 war er – de facto nur einige Monate – beim Arbeitsamt Komotau als Referent tätig, bei dem er 1943 zum Rechtsassessor ernannt wurde. Während des Zweiten Weltkriegs war er zunächst bis 1942 in einer Nachrichtenkompanie tätig und nahm anschließend bis zum Kriegsende am Russlandfeldzug, zuletzt als Offizier teil, wurde verwundet und geriet noch nach dem Kriegsende, am 11. Mai 1945, in die sowjetische Kriegsgefangenschaft, aus der er erst 1948 krank und stark erwerbsgemindert nach Frankfurt (Oder) und anschließend nach Thüringen entlassen wurde.
Während seines halbjährigen Aufenthalts in Mühlhausen als Dozent der Industrie- und Handelskammer, trat Schediwy am 1. September 1949 der CDU bei. 1950 zog er nach Eisenach, wo er eine Anstellung als Stadtrechtsrat erhielt. Er wurde dort Mitglied des Freien Deutschen Gewerkschaftsbundes der DDR (FDGB) und der Gesellschaft für Deutsch-Sowjetische Freundschaft (DSF) und am 7. Mai 1950 Kreisvorsitzender der CDU. Am 15. Oktober 1950 wurde er als Abgeordneter in den Thüringer Landtag gewählt.
Seine politische Arbeit war durch massive Konflikte mit der SED bestimmt. Seine bürgerlich-demokratische Überzeugung und der Widerstand gegen die Gleichschaltung der Institutionen stellten aus Sicht der Machthaber eine Gefahr dar, was zur Indizierung seiner Person führte. Im August 1952 wurde er während einer Teilnahme am Katholikentag in West-Berlin durch die >>Aktion Zentrum<< informiert. Er kehrte nicht nach Eisenach zurück und entzog sich seiner Verhaftung durch die Flucht nach Düsseldorf. Einer  Mitstreiterin, der damaligen Eisenacher Kreisvorsitzenden der LDPD, gelang die Flucht dagegen nicht. Sie wurde durch den NKWD verhaftet, verurteilt und in ein sibirisches Arbeitslager deportiert.
In der Bundesrepublik nahm er verschiedene Aufgabenbereiche als juristischer Mitarbeiter im Flüchtlingslager Sandbostel sowie in den Firmen E. A. Erbslöh Aluminium in Wuppertal und Harting in Espelkamp wahr.
Aus seiner 1953 in Düsseldorf geschlossenen Ehe mit der Lehrerin Charlotte Erbslöh, geb. Hertel, die ihren Wohnsitz Eisenach ebenfalls per Flucht aufgegeben hatte und ihm zusammen mit ihrem Sohn in die Bundesrepublik gefolgt war, gingen drei Kinder hervor.